# Sericorema sericea
Sericorema sericea är en amarantväxtart som först beskrevs av Schinz, och fick sitt nu gällande namn av Lopr. Sericorema sericea ingår i släktet Sericorema och familjen amarantväxter. Inga underarter finns listade i Catalogue of Life.